# Estação Lomonossovskaia
Lomonossovskaia (em russo:  Ломоносовская) é uma das estações da linha Nevsko-Vasileostrovskaia (Linha 3) do metro de São Petersburgo, na Rússia. Estação «Lomonossovskaia» está localizada entre as estações «Ielisarovskaia» (ao norte) e «Proletarskaia» (ao sul).